# Sergueï Matveïtchik
Sergueï Sergueïévitch Matveïtchik (en russe : Сергей Сергеевич Матвейчик) ou Siarheï Siarheïévitch Matsveïtchyk (en biélorusse : Сяргей Сяргеевіч Мацвейчык) est un footballeur international biélorusse né le 5 juin 1988 à Jlobine. Il évolue au poste de défenseur au FK Homiel.

## Biographie

### Carrière en club
Natif de Jlobine et formé à Homiel au sein de l'équipe locale du FK Homiel, Sergueï Matveïtchik intègre l'équipe première du club à partir de 2005 et joue sa première rencontre de championnat le 4 novembre 2006 contre le MTZ-RIPA Minsk, à l'âge de 18 ans. Il devient un titulaire régulier à partir de la saison 2008, qui le voit disputer 23 matchs en championnat et inscrire son premier but contre le FK Vitebsk le 31 août. Il dispute également ses premières rencontres européennes à l'été de la même année en jouant le premier tour de la Coupe UEFA contre le Legia Varsovie.
Évoluant à Homiel jusqu'à la fin de l'année 2012, il cumule 148 rencontres jouées pour 3 buts marqués et prend notamment à la campagne victorieuse du club en coupe de Biélorussie en début d'année 2011, entrant en jeu lors des derniers instants de la finale victorieuse contre le Nioman Hrodna.
Après son départ d'Homiel, Matveïtchik signe en faveur du Chakhtior Salihorsk à partir de la saison 2013 et y devient rapidement un titulaire régulier au sein de la défense, disputant la grande majorité des rencontres de l'équipe, notamment en coupe d'Europe et en coupe de Biélorussie, compétition dont il dispute la finale à quatre reprises entre 2014 et 2019, pour deux victoires lors de ces deux mêmes années.
Très peu utilisé durant le début de saison 2020, Matveïtchik finit par quitter le Chakhtior au cours du mois de mai après six ans et demi au club pour rejoindre le Dinamo Minsk dès le mois suivant.

### Carrière internationale
Sergueï Matveïtchik est appelé pour la première fois au sein de la sélection biélorusse par Andreï Zygmantovitch au mois de septembre 2014 et connaît sa première sélection le 15 novembre à l'occasion d'un match de qualification pour l'Euro 2016 contre l'Espagne. Il dispute trois jours plus tard une rencontre amicale contre le Mexique. Celle-ci constitue sa dernière sélection jusqu'en juin 2017, qui le voit faire son retour en sélection durant la phase qualificative de la Coupe du monde 2018.

## Statistiques
| Saison                | Club                  | Championnat           | Championnat | Championnat | Coupe(s) nationale(s) | Coupe(s) nationale(s) | Compétition(s) continentale(s) | Compétition(s) continentale(s) | Compétition(s) continentale(s) | Total | Total |
| Saison                | Club                  | Division              | M.          | B.          | M.                    | B.                    | Comp.                          | M.                             | B.                             | M.    | B.    |
| 2006                  | FK Homiel             | D1                    | 1           | 0           | -                     | -                     | -                              | -                              | -                              | 1     | 0     |
| 2007                  | FK Homiel             | D1                    | 1           | 0           | -                     | -                     | -                              | -                              | -                              | 1     | 0     |
| 2008                  | FK Homiel             | D1                    | 23          | 1           | 2                     | 0                     | C3                             | 2                              | 0                              | 27    | 1     |
| 2009                  | FK Homiel             | D1                    | 24          | 1           | 3                     | 0                     | -                              | -                              | -                              | 27    | 1     |
| 2010                  | FK Homiel             | D2                    | 27          | 0           | 2                     | 0                     | -                              | -                              | -                              | 29    | 0     |
| 2011                  | FK Homiel             | D1                    | 23          | 1           | 5                     | 0                     | C3                             | 2                              | 0                              | 30    | 1     |
| 2012                  | FK Homiel             | D1                    | 22          | 0           | 5                     | 0                     | C3                             | 6                              | 0                              | 33    | 0     |
| Sous-total            | Sous-total            | Sous-total            | 121         | 3           | 17                    | 0                     | -                              | 10                             | 0                              | 148   | 3     |
| 2013                  | Chakhtior Salihorsk   | D1                    | 29          | 0           | 2                     | 0                     | C3                             | 2                              | 0                              | 33    | 0     |
| 2014                  | Chakhtior Salihorsk   | D1                    | 31          | 0           | 4                     | 0                     | C3                             | 6                              | 1                              | 41    | 1     |
| 2015                  | Chakhtior Salihorsk   | D1                    | 18          | 1           | 9                     | 0                     | C3                             | 4                              | 0                              | 31    | 1     |
| 2016                  | Chakhtior Salihorsk   | D1                    | 25          | 0           | 5                     | 0                     | C3                             | 1                              | 0                              | 31    | 0     |
| 2017                  | Chakhtior Salihorsk   | D1                    | 29          | 0           | 7                     | 0                     | C3                             | 2                              | 0                              | 38    | 0     |
| 2018                  | Chakhtior Salihorsk   | D1                    | 29          | 0           | 2                     | 0                     | C3                             | 3                              | 0                              | 34    | 0     |
| 2019                  | Chakhtior Salihorsk   | D1                    | 28          | 0           | 7                     | 2                     | C3                             | 6                              | 0                              | 41    | 2     |
| 2020                  | Chakhtior Salihorsk   | D1                    | 3           | 0           | 2                     | 0                     | -                              | -                              | -                              | 5     | 0     |
| Sous-total            | Sous-total            | Sous-total            | 192         | 1           | 38                    | 2                     | -                              | 24                             | 1                              | 254   | 4     |
| 2020                  | Dinamo Minsk          | D1                    | 12          | 0           | 1                     | 0                     | C3                             | 1                              | 0                              | 14    | 0     |
| 2021                  | Dinamo Minsk          | D1                    | 27          | 0           | 2                     | 0                     | -                              | -                              | -                              | 29    | 0     |
| 2022                  | FK Homiel             | D1                    | 8           | 0           | 5                     | 1                     | -                              | -                              | -                              | 13    | 1     |
| Total sur la carrière | Total sur la carrière | Total sur la carrière | 360         | 4           | 63                    | 3                     | -                              | 35                             | 1                              | 458   | 8     |

## Palmarès
Biélorussie espoirs
- Troisième de l'Euro espoirs en 2011.

 FK Homiel
- Vainqueur de la Coupe de Biélorussie en 2011 et 2022.
- Vainqueur de la Supercoupe de Biélorussie en 2012.
- Champion de Biélorussie de deuxième division en 2010.

 Chakhtior Salihorsk
- Vainqueur de la Coupe de Biélorussie en 2014 et 2019.